# Osobowość (psychoanaliza)
Osobowość w ujęciu Freuda – teoria psychologiczna powstała na gruncie filozofii deterministycznej i pozytywistycznej. 
Dynamika osobowości jest tu sposobem rozdziału i wykorzystania energii psychicznej przez systemy osobowości - id, ego i superego. 

## Cechy charakterystyczne
- Struktura: ID, EGO, SUPEREGO.
- Fazy rozwoju: faza  oralna, faza analna, faza falliczna, faza latencji, faza genitalna
- Mechanizmy: popęd, libido, mechanizmy obronne, lęk, zasada rzeczywistości, zasada przyjemności, świadomość, podświadomość, nieświadomość, przedświadomość
- Pojęcia: proces pierwotny, proces wtórny, kompleks, kateksja, antykateksja, czynność odruchowa